# Geomys pinetis
Geomys pinetis là một loài động vật có vú trong họ Chuột nang, bộ Gặm nhấm. Loài này được Rafinesque mô tả năm 1817.